# 静岡県道144号下土狩徳倉沼津港線
静岡県道144号下土狩徳倉沼津港線（しずおかけんどう144ごう しもとがりとくらぬまづこうせん）は、静岡県駿東郡長泉町下土狩から、駿東郡清水町を経由し、沼津市に至る県道である。

## 概況

### 路線データ
- 起点 : 駿東郡長泉町下土狩字三軒家（静岡県道22号三島富士線交点）
- 終点 : 沼津市 沼津港

※名目上は沼津港が終点だが、実際は狩野川を挟んで反対側にあたる我入道の森の中(我入道の渡しの出発地点とも離れている)で行き止まりになる。

## 通過する自治体
- 静岡県
  - 沼津市
  - 駿東郡
    - 長泉町
    - 清水町

## 接続路線
- 国道
  - 国道1号　清水町玉川
  - 国道414号 沼津市下香貫（重複区間あり）
- 県道
  - 静岡県道139号原木沼津線
  - 静岡県道141号清水函南停車場線
  - 静岡県道145号沼津三島線

## 沿線
- Z会 （旧・増進会出版社）
- （旧）三島オリンパス （オリンパス関連会社）- 工場事務所の移転により既に取り壊され、現在は静鉄のマンションが建っている。
- カメヤ食品 - 佃煮加工
- 清水町地域交流センター - （旧）清水町公民館。老朽化・耐震性の問題等により建替工事され、2009年秋に完成。
- 清水町立清水小学校
- ホテルエルムリージェンシー
- 清水町立清水中学校
- 狩野川
- 静岡県立沼津商業高等学校

※沿線ではないが、下記に挙げる施設・名所等が近い。
- 公的施設
  - 清水町役場 - 堂庭交差点より西に進む
  - 清水町立体育館 - 清水町立清水中学校裏側
- ショッピングセンター等
  - サントムーン柿田川 －　南（国1）側から来る場合は、西玉川の交差点に看板目印。北側からは、千貫樋交差点から県道145号経由で一本西側の道路に迂回したほうが便利。
  - 沼津卸商社センター（通称「卸団地」） － 清水町立清水中学校前の交差点を東に向かうと卸団地に到達する。
- 名所
  - 柿田川 - 国1経由が便利
  - 千貫樋
  - 沼津アルプス － 県道は横山 (静岡県)トンネルを通過する。通称「横トン」。
  - 我入道
- その他
  - 杉山バラ園　- 堂庭交差点の東側。
  - ハートフィールド（ハートフィールド マナーハウスウエディング）- 結婚式場